# 肯特·卡尔松
肯特·卡尔松（瑞典語：Kent Karlsson，1945年11月25日—），生于阿尔博加，瑞典前男子足球运动员，司职后卫。他曾代表瑞典国家队参加1974年和1978年国际足联世界杯。他于1980年退役。